# Šindliar
Šindliar est un village de Slovaquie situé dans la région de Prešov.

## Histoire
Première mention écrite du village en 1331.

## Démographie

### Évolution de la population
| Année:               | 1994. | 2004.   | 2014.   | 2024.   |
| -------------------- | ----- | ------- | ------- | ------- |
| Nombre de personnes: | 518   | 553     | 548     | 571     |
| Différence:          |       | +6,75 % | -0,90 % | +4,19 % |

| Année:               | 2023. | 2024.   |
| -------------------- | ----- | ------- |
| Nombre de personnes: | 564   | 571     |
| Différence:          |       | +1,24 % |